# Az ókori római társadalom szerkezete
Az ókori római társadalom szerkezete a Város és a birodalom fennállása során sok változáson ment keresztül, de meg is őrizte számos eredeti vonását. Egészében véve is, de különösen számos részletében példaként szolgált a későbbi civilizációk, sőt a mai modern társadalom számára is.

## Róma őstörténete

Róma terjeszkedése: zöld: i. e. 753; világossárga: i. e. 700; sárgásbarna: i. e. 500 körül

A római Palatinus dombon 35 ezer évnél régebbre datált őskőkori leleteket is feltártak. A későbbi Róma magja, az állandó település a Palatinus nyugati oldalán, a Germaluson, amelyhez a későbbi Forum Romanum helyén kialakított temető tartozott, a régészet tanúbizonysága szerint már az i. e. 14. században létezett. Pásztorok éltek itt a bronzkor és a korai vaskor idején, csakúgy, mint a többi jelentősebb dombon a Capitolinus és a tenger között a Tiberis folyó mentén.
Lakói az i. e. 12. századtól latinok voltak, a latin-faliszkusz népcsoporthoz tartoztak, amely más indoeurópai bevándorlókkal együtt telepedett meg az Appennini-félszigeten, és főleg állattenyésztésből, részben pedig földművelésből élt. A szomszédos Quirinalis dombon szabinok telepedtek meg, akik az indoeurópai bevándorlók oszk-umber csoportjához tartoztak. A szabin nemzetségek, mint például a Fabii és az Aurelii, valamint a Rómába feltehetőleg csak később bevándorolt Claudii fokozatosan olvadtak be a latin ajkú közösségbe.
A város a környező települések bevonásával jelentősen megnőtt, területét a környező földektől jól meghatározott mezsgyével (pomerium) választották el. A mezőgazdaság termelékenységének növekedésével megjelenhetett az elkülönült kézműipari tevékenység és a kereskedelem is. Róma, azaz a városállam  keletkezésének folyamata legkésőbb az i. e. 6. század elejéig befejeződött. Kiépült az állandó jellegű állami intézményrendszer, hivatalnokokkal. Az állam élén király állt, őt azonban választották.
A városállam fejlődése elválaszthatatlan volt egy döntő fontosságú történelmi eseménytől: az etruszk uralom kiterjesztésétől Rómára. A városi hatalom Rómában ugyanis etruszk fennhatóság alatt, etruszk előképek nyomán alakult ki. Még a város neve is valószínűleg egy etruszk nemzetség vagy a víz etruszk nevéből (Ruma) ered. A hatalmat etruszk királyok gyakorolták. Róma a vallási és kulturális tradíciók mellett az etruszkoktól átvette a társadalmi szerkezetet is: a korai római társadalom, a plebs öntudatra ébredése előtt, a mindent uralmuk alatt tartó patricius előkelők, valamint az ő clienseik és a rabszolgák kettősségével megfelelt az etruszk mintának. Az indoeurópai latin hagyományok csak egyes vallási kultuszok továbbélésében mutathatók ki.
Az etruszk befolyás mellett érvényesült még a görög kultúra hatása is a fiatal Rómára, az i. e. 8. század óta Dél-Itáliában és Szicíliában megtelepedett görögség befolyása révén.
Az etruszkok uralma Róma felett az i. e. 6. századig tartott. Valószínűleg egymás után különböző etruszk városok, mint Vulci, Tarquinia és Clusium fennhatósága érvényesült. Róma uralkodóinak címe (rex) nem etruszk, hanem indoeurópai eredetű, azonban etnikailag biztosan etruszkok voltak, mint Lucius Tarquinius Superbus. aki a monda szerint Róma hét királya közül az utolsó volt, és Porsenna, Clusium királya is, aki Rómát az utolsó Tarquinius elűzése után átmenetileg elfoglalta. Az utolsó Tarquinius elűzéséről szóló hagyomány (a tradíció szerint i. e. 508-ban) minden bizonnyal egy valós történelmi esemény emlékét őrizte meg legendás formában.

## Az archaikus Róma társadalmi szerkezete
Róma archaikus társadalmi rendje, korábbi hagyományokat is figyelembe véve, az i e. 6. században, az etruszk királyok uralma alatt alakult ki. Ez a rendszer a királyság bukása után is fennmaradt, mindössze a király feladatait (hadvezér, bíró és főpap) az előkelők osztották fel maguk között. Óvintézkedésként az egyeduralom újbóli kialakulása ellen a vezető tisztségviselőket, így a consulokat is csak egy évre, és kettesével választották, hogy egymást is ellenőrizhessék. A kialakult szisztéma számos eleme a római köztársaság korát is túlélte.
Az archaikus társadalmi rendet erős horizontális tagozódás jellemezte a család központi szerepe alapján. Az idők során a családok, nemzetségek, curiák és „törzsek” bonyolult rendszere alakult ki, ami a homéroszi görög társadalom törzsek, phratriák, nemzetségek és családok szerinti tagozódásával vethető össze.
A társadalom vertikális szerkezete viszonylag egyszerű volt, mivel legalábbis kezdetben csupán az előkelőkből és a tőlük függő helyzetben levő népből állt. Az alacsonyabb származású személyeknek és családoknak az egyes előkelőkhöz való rendkívül szoros kötődése, a cliensi viszony vagy klientúra különböző formákban Róma egész történelme folyamán fennmaradt.
Az archaikus társadalmi rend feszültséggócai is egyszerűek voltak: a függő helyzetben lévők időről időre harcot indítottak az előkelők ellen gazdasági helyzetük javítására és politikai egyenjogúságra törekedve.

### A család

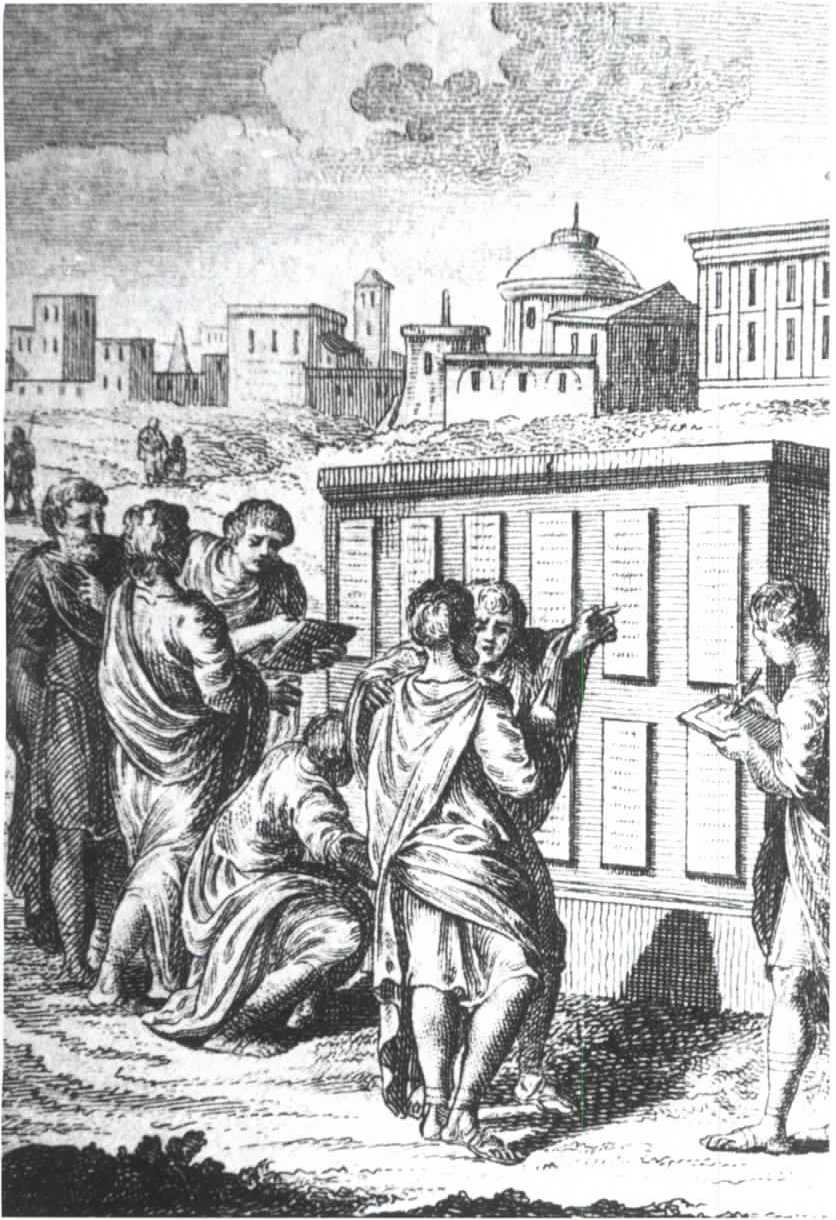
Római polgárok tanulmányozzák a Tizenkét táblás törvényeket (késői ábrázolás)

Az archaikus Róma társadalmi szerkezetének alapja – csakúgy, mint az azt is megelőző pásztortársadalmaké – a család volt, ami gazdasági, társadalmi és kultikus egységként is funkcionált. A családfő (pater familias) korlátlan hatalommal rendelkezett felesége, a gyermekek, a rabszolgák és a család vagyona fölött. Ő vezette a család gazdasági tevékenységét, döntött jogi ügyekben – esetleg a felnőtt családtagok véleményének meghallgatása után – például új tagok felvételéről a családba, vagy családtagok kilépéséről (például házasságkötés eredményeképpen) vagy bűntett esetén a büntetésükről. Ő képviselte a családot az állam és a többi család felé, papként ő gondozta az ősök kultuszát is. Gyakorlatilag korlátlan hatalmát a Tizenkét táblás törvények is bizonyítják, miszerint saját gyerekeit is eladhatta rabszolgának. A családfő tekintélye minden mást megelőzött, az apa még consuli rangot viselő fiának is ura volt.

### Nemzetség (gens)
Az egymással rokon, esetleg szomszédos családok a nemzetségben (gens) tömörültek, és közösen ápolták a nemzetség, mint szakrális közösség kultuszát. Tagjai saját személynevük mellett a közös nemzetségnevet is viselték, mint például a Fabius, (azaz a Fabia nemzetség tagja) nevet. A nemzetségek először a tekintélyes családfők, a patríciusok tömörüléseként jöttek létre, de erre mintára később a létrejöttek a plebeius nemzetségek is.
A nemzetségek soraiba tartoztak a családtagokon kívül a híveik, clienseik is, akik gazdasági érdekeiket követve csatlakoztak az előkelő nemzetségekhez, és a fegyveres küzdelmekben is mellettük álltak. A hagyomány szerint a gens Fabia i. e. 479-ben egy csatában a nemzetség 306 patricius tagját és több ezer clienst tudta felvonultatni, illetve az ekkoriban Rómában befogadott szabin eredetű gens Claudia 5000 családot számlált.

### Curia
A társadalmi szerkezetben a nemzetségek felett a curiák helyezkedtek el. A hagyomány szerint a curiákat Romulus alapította, összesen 30 volt belőlük. A nemzetségeknek nem volt elöljárója, de minden curia élén állt egy curio, az összes curiones fölött pedig egy curio maximus. Ezek a szervezeti egységek alkották a népgyűlés, valamint a hadsereg szervezeti alapját, és fontos szakrális funkcióik is voltak. A fegyverforgatásra alkalmas férfiak curiák szerint vonultak hadba; a hagyomány szerint minden curiának 10 lovast (decuria) és 100 gyalogost (centuria) kellett kiállítania. Feltehetőleg ezek összessége alkotta eredetileg a legio elnevezésű katonai szervezeti egységet, 300 lovassal és 3000 gyalogossal.

### Tribus
A curiák feletti szervezeti egység a tribus, a törzs volt. Egy tribus 10 curiát foglalt magába. A három tribus neve etruszk (Tities, Ramnes, Luceres), ami jól mutatja az etruszk hatás kiemelt szerepét a korai római társadalmi rend kialakulásában. A törzsek részvétele a közéletben csekélyebb volt, mint a curiáké, és az i. e. 5. században, amikor területi alapon szervezték újjá a tribusokat, a tribus-beosztás régi formája még inkább háttérbe szorult. Eredetileg azonban az archaikus társadalomban a három tribus együtt alkotta az egész római népet (populus Romanus vagy Ouirites, az utóbbi név a Quirinalis-dombbal, vagy esetleg a covirites – „a curiák férfiai” – szóval hozható kapcsolatba).

### Patriciusok
A római társadalom felső rétegét a patriciusok adták. Családjaik az ősi földműves és állattenyésztő családok leggazdagabbjai közül emelkedtek ki, további hatalmuk alapját is földtulajdonuk és állatállományuk jelentette. A rendszeres háborúk is elsősorban az ő vagyonukat gyarapították, mivel a zsákmányból nagyobb arányban részesültek, és a megszerzett földek fő részét is ők kapták meg.
A patriciusok közül kerültek ki a vének tanácsának (senatus) a tagjai is, ami szintén megvolt már az etruszk királyok alatt, és a köztársaság létrehozása óta a római állam legfőbb döntéshozó testülete volt. Ők hozták meg a népgyűlési határozatokat érvényesítő döntéseket. A később ide bekerült plebeius származású senatorok (conscripti = a hozzáírottak) eleinte nem rendelkeztek szavazati joggal.
Kizárólag a patriciusok közül kerültek ki az évenként váltakozó közösségi tisztségviselők, akiket kezdetben praetornak, később consulnak neveztek, továbbá a dictator, akit, amennyiben a katonai helyzet indokolta, legfeljebb fél évre korlátlan teljhatalommal ruháztak fel, és patriciusok voltak a papok is. 

### Plebs
A korai római társadalom összpolgárságának másik rendje a plebs, a „tömeg” volt, tagjai a plebeiusok. Ennek a társadalmi csoportnak nem volt etruszk előzménye, mivel az etruszk társadalomban csak patriciusok, kliensek és rabszolgák voltak, szabad köznép nem létezett. A római plebeiusok is rendelkeztek egyszerű polgárjoggal, de kiváltságokkal nem. Főleg kisbirtokosok, illetve a családi vagyon elaprózódása folytán nincstelenné vált parasztok voltak. Az i. e. 500 után a patricius arisztokrácia ellen indított társadalmi küzdelem révén váltak szervezett közösséggé. Hozzájuk csatlakozott a kézművesekből, kiskereskedőkből álló városi réteg is, akiknek foglalkozását a korai római társadalomban lebecsülték, valamint a bevándorlók (az érkező gazdagokon kívül), illetve a terjeszkedés során legyőzött őslakosság nagy része is.
A cliensek és a plebs közötti határvonal nem volt éles, ennek ellenére a két társadalmi csoport között jelentős különbségek léteztek. A cliensek túlnyomórészt parasztok voltak. Előkelő „pártfogóikhoz” fűződő kapcsolatukból időnként meg is szabadulhattak és csatlakozhattak a plebshez. A plebeiusok előtt is általában nyitva állt a lehetőség, hogy egy patricius családhoz való személyes kötődés révén jussanak előbbre a társadalomban. A plebeiusoknak azonban idővel sikerült saját, zárt rendet formálniuk, a clienseknek viszont az előkelőkhöz fűződő személyes függőségük miatt nem.

### Bevándorlás
Róma kétségkívül készségesen befogadta az idegeneket, bevándorlókat: a hagyomány szerint az idegen menekültek számára már Romulus menedéket biztosított. A bevándorlók általában a plebs részei lettek, társadalmi helyzetük nyilván kedvezőtlen volt, de személyileg valószínűleg kevésbé függtek a hatalmas arisztokrata családoktól, mint a legtöbb római paraszt.

### Rabszolgák
A rabszolgaság korai, patriarchális formája erősen különbözött a késői köztársaság és a császárkor tőmeges, differenciált rabszolgatartásától.
A rabszolga urának tulajdona volt, adás-vétel tárgyát képezte, jogai nem voltak. Ugyanakkor azonban a családon belül a rabszolga helyzete alig különbözött a (szintén a családfő teljes hatalmában álló) családtagokétóI. Még a tradíciókhoz erősen ragaszkodó Catóról is fennmaradt, hogy katonaként együtt főzött szolgájával, a birtokán is együtt étkezett velük, felesége pedig saját gyerekén kívül szolgáinak gyerekeit is szoptatta .
A rabszolgaság növelte a család munkaerejét a házimunkában és a földművelésben. Az i. e. 5. század vége után meginduló római expanzió sikereit követöen nagyobb birtokok jöttek létre, ami fokozta a rabszolgák iránti keresletet. Ennek kielégítésére gyakran szabad polgárokat is rabszolgává tettek az adósrabszolgaság révén, mint i. e. 385-ben, amikor a gallok fosztogatásai után sokan veszítették el vagyonukat és váltak képtelenné adósságuk visszafizetésére. A rabszolgaszerzés fő forrásai általában a hadifoglyok, illetve a rabszolgák természetes szaporodása volt.

### A korai Róma lakosságának száma
A korai rómaiak létszámára vonatkozó hagyományokat a modern tudomány erősen eltúlzottnak tartja. (A tradíció szerint Róma lakossága i. e. 508-ban 130 000, i. e. 392-ben pedig 152 573 fő lett volna.) Ekkoriban a római állam területe, a Tiberis keleti partján, mindössze egy 8 km átmérőjű földdarab volt, és az össznépessége 10-15 000 fő lehetett. A szomszédos etruszk Veii területe még i. e. 400 körül is sokkal nagyobb volt, mint Rómáé.

### Társadalmi küzdelmek, új szerkezet
A kora római társadalmi rendszeren belüli fő küzdelmek egyes elszigetelt rabszolgafelkelések mellett a kiváltságos születési és birtokos arisztokrácia és a közönséges polgárok, a plebs között zajlottak. A patriciusok és plebeiusok közötti, csaknem két évszázadon át folytatott küzdelem Itália népeinek és törzseinek történetében egyedülálló volt és nagy hatást gyakorolt a római társadalom jövőjére. Az i. e. 5. század folyamán és az i. e. 4. század első harmadában a plebeiusok mint a patriciátus öntudatos ellenzéke önálló renddé alakultak, kialakították a kétrendi államot. Az i. e. 4. század hatvanas évei és az i. e. 3. század eleje között a plebeiusok vezető rétege és a patriciusok között kompromisszumok jöttek létre, kialakult egy új vezető réteg vagy uralkodó osztály. Ez a fejlemény egybeesett a római uralomnak az egész Appennin-félszigetre való kiterjesztésével.
Az új társadalmi szerkezet felé vezető úton fontos állomás volt a Tizenkét táblás törvények elfogadása, ahol a társadalmi csoportok osztályozása során a származás mellett megjelent a vagyoni helyzet is, megkülönböztetve a birtokosokat és a vagyontalanokat (proletarii). Ezt továbbfejlesztve i. e. 450 körül már az egész polgárságot vagyoni osztályokra tagolták. A felosztás alapja az úgynevezett serviusi alkotmány értelmében az volt, hogy ki milyen fegyverzettel tudott hadba vonulni. Ez már a római hadviselés reformja, a hoplita taktika bevezetése után történt. A köztársaság korának későbbi időszakában ez a rendszer tovább finomodott: az „osztályok felett” (supra classem) állt a patricius lovasság, 18 centuriába szervezve. Az első osztály volt a hadsereg gerince, a sisakkal, pajzzsal, mell- és lábvérttel, lándzsával, hajítódárdával és karddal felfegyverzett nehézfegyverzetű gyalogság, 80 centuriában. A második, harmadik és negyedik osztály 20-20 centuriát tartalmazott. Ezekben szerepeltek az összes többi, tulajdonnal rendelkező polgárok, csökkenő vagyoni sorrendben, csökkenő felszereltséggel. A 30 centuriából álló ötödik osztály a mindössze parittyával felfegyverzett szegényeket foglalta magába. A tulajdonnal egyáltalán nem rendelkező, fegyvertelen „proletárok” az osztályrend szintje alatt (infra classem) egy centuriába kerültek és a háborúban futárként és felderítőként szolgálhattak.
A katonai felosztás a népgyűlés szervezésének alapja is lett. A vagyoni osztályok és centuriák szerint tagolt népgyűlésen (comitia centuriata) az egyes centuriák csak egy-egy szavazattal rendelkeztek, függetlenül létszámuktól. A 46 évnél idősebb, kisebb létszámú korosztályok (seniores) minden osztályban ugyanannyi centuriát állítottak ki, mint a iuniores, így az osztályon belül a konzervatív gondolkodású idősebbek szavazatai kiegyenlítették a fiatalabbak álláspontját. A centuriánkénti szavazás azt is biztosította, hogy a patriciusok lovascenturiái és az első osztály választócsoportja összesen 98 szavazatukkal, ha osztályérdeküket egyeztetni tudták, mindig leszavazhatták a maradék 95 centuriát, biztosítva a tulajdonnal rendelkezők uralmát a köznép felett. Az arisztokraták számára ugyanakkor előkelő származásuk elégtelenné vált, gazdasági hatalomra is szükségük volt. A plebs vezető csoportja pedig az arisztokrácia potenciális partnerévé vált, hiszen a patriciusok már csak a nép vezető rétegével szövetségben uralkodhattak. Idővel megszűnt a patriciusok és a plebs tagjai közötti házasságkötés tilalma is. 

## A római társadalom a hódítások kezdetétől a második pun háborúig
A kialakult új társadalmi szerkezetben a különböző rétegeknek fokozatosan közös céljává vált a terjeszkedés, így a meghódítottak rovására tudták javítani gazdasági helyzetüket. E folyamat kezdetének fontos mérföldköve volt Veii meghódítása i. e. 396-ban, amivel a római városállam jelentősen megnövelte területét.
A folyamat azonban nem volt zökkenőmentes. A Veii elfoglalása során bekebelezett földeket még nem osztották szét, hanem a gazdag földbirtokosok szerezték meg, pedig a győztes hadjáratokban a döntő szerep már a vagyonos plebeiusokból álló nehézgyalogságé volt. A gallok betörése Rómába i.e. 387-ben tovább súlyosbította a helyzetet, a veszteségek miatt sok polgár adósrabszolgaságba került. A belső összecsapásokkal fenyegető helyzetből végül i.e. 367-ben a Caius Licinius Stolo és Lucius Sextius Lateranus néptribunusokról elnevezett Liciniae Sextiae törvény elfogadtatásával került sor . Ettől kezdve a plebs képviselői is betölthették a legmagasabb hivatalokat, megvalósult a plebeiusok egyenjogúsága, és gazdasági helyzetük is javult. Megnyílt a nagy többség érdekeit szolgáló törvények elfogadásának útja a népgyűlésben, és a következő száz évben a nép érdekeit szolgáló reformintézkedések tömegét hozták meg.
A római társadalmi rend megreformálása Itália meghódítása folyamatának is szerves része volt. Az i. e. 4. század közepétől kezdődően átfogó támadás indult meg, a szamniszok vezette hegyi törzsek ellen. Ezek a nehéz küzdelmek, majd a gallokkal és az etruszkokkal szemben elért döntő győzelmek Közép-Itália meghódításához, a későbbi, Tarentum, valamint I. Pürrhosz épeiroszi király elleni hadjáratok pedig (i. e. 282-270) Dél-Itália bekebelezéséhez vezettek.
A hódító háborúk lehetővé tették, hogy a rómaiak társadalmuk belső gondjait, feszültségeit a hódítás révén oldják meg. A szamniszok és a hegyi törzsek érdekei is hasonlóak voltak: a túlnépesedés miatt maguk is előre akartak nyomulni ütköző a termékeny tengerpart irányába, de Róma erősebbnek bizonyult. Sikereit nem csak a katonai és diplomáciai képességek magyarázzák, hanem Róma társadalmi rendjének felsőbbrendűsége is. Például az előkelőkből és klienseikből álló etruszk hadsereggel az öntudatos, saját érdekeikért küzdő római polgárok serege állt szemben. Egyidejűleg Róma a polgárjog adományozása révén megnyitotta a lehetőséget a legyőzött itáliai törzsek és népek számára a politikai és társadalmi rendszeréhez történő csatlakozásra.
Az első pun háború előestéjére az Appennin-félsziget már a római fennhatóság alatt álló, különböző jogállású közösségek szövevénye lett. Névlegesen szuverén szövetségesek (socii) mellett voltak korlátozott római polgárjoggal rendelkező közösségek, akiknek azonban nem volt beleszólásuk a római hivatalnokok választásába, léteztek továbbá a Róma vezette latin szövetség tagjainak coloniái (coloniae Latinae), római polgárjoggal és saját önkormányzattal rendelkező bennszülött közösségek (municipia), végül pedig római coloniák (coloniae civium Romanorum). A római polgárjog nagyvonalú adományozása – ha különböző formákban is – nem csak diplomáciai sikereket eredményezett, hanem megsokszorozta a Róma rendelkezésére álló munkaerőt és hadsereget, elősegítette egy közös állam létrehozását.
A társadalmi reformok és a párhuzamosan zajló hódítások a társadalom újfajta rétegződését hozták létre. A patricius származás, bár hagyományos jelentőségének nagy részét megtartotta, többé már nem volt döntő feltétele a társadalmi vezető szerepnek. A patres és plebs kétosztatú társadalmi szerkezetét új modell váltotta fel, az új felső réteg a régi születési arisztokráciából és vezető plebeius családokból tevődött össze. Velük szemben már nem egyszerűen a szegények tömegei álltak, hanem a népesség különböző rétegei: a gazdag parasztok, akik a meghódított területeken birtokhoz jutottak, kézművesek és kereskedők, kisparasztok és mezőgazdasági munkások, felszabadított rabszolgák. A társadalomban, a hódítások anyagi nyereségei következtében a gazdasági ellentétek enyhültek, a politikaiak gyakorlatilag megszűntek. A római társadalmi modell, ami eddig a városra és környékére volt érvényes, kiterjedt a meghódított területekre is. Ugyanakkor ebbe az államba beilleszkedtek egészen eltérő helyi rendszerek is: görög poliszok délen, virágzó földműves központok Campaniában, elmaradt pásztornépek a hegyvidéken és sajátos rendszerű városi közösségek Etruriában.

### Nobilitas– a római nemesség
A patriciusok és a gazdag plebeiusok közötti válaszfal leomlásával hosszabb távon kialakult a római nemesség, a nobilitas. Azok tartoztak ebbe a társadalmi csoportba, akiknek legalább egyik ősük betöltötte a consuli tisztséget. A nobilitas tagjai új, meglehetősen zárt uralkodó csoportot képeztek, monopolizálták a közhivatalokat, gyakorlatilag csak ők jutottak be a szenátusba. Új ember (homo novus) csak különleges körülmények folytán kerülhetett ebbe körbe. A népgyűlések szavazásain, választásain a nobilitas cliensei hűsége (fides) révén biztosítani tudta a többséget.

### A gazdaság fejlődése
Az i e. 4. században Róma még elmaradt agrárállam volt, a lakosság túlnyomó része földművelésből és állattenyésztésből élt, a gazdagság legfontosabb tárgya a földbirtok volt. A kézművesség és a kereskedelem szerepe korlátozott volt, a kereskedelemben pénz helyett archaikus csereeszközöket használták (szarvasmarha, továbbá nyers rézből készített rudak és korongok, súlyérték alapján).
A római állam expanziójával a kézművesség, kereskedelem és a pénzgazdálkodás szerep fokozódott. Róma az első pun háborúban tengeri nagyhatalommá
vált, és Szicília, Szardínia és Korzika meghódítása, provinciává szervezése után (i. e. 227) a Földközi-tenger medencéjének nyugati térségében gazdasági expanzióra is törekedett. Bevezették a rendszeres pénzverést is i. e. 269-ben.

## A társadalmi szerkezet átalakulása az i. e. 2. században
A második pun háborúban aratott győzelem után a római társadalom szerkezetében mélyreható változások történtek. Róma hirtelen az akkor általuk ismert világ legnagyobb birodalma lett. Az itáliai kisparaszti gazdaságok jelentősége csökkent, a rabszolgák tömeges dolgoztatásával működő nagybirtokok vették át a vezető szerepet.
Az expanzió révén egy sor jelentős új provinciát kapcsoltak be a birodalomba: Hispania citeriort és ulteriort i. e. 197-ben, Macedoniát 148-ban, Africát 146-ban, Asiát pedig 133-ban. Az új, gazdag gabonatermő területekről megindult az olcsó agrártermékek importja Itáliába, és így ott a gabona termesztése feleslegessé vált. Róma óriási nyersanyagforrásokhoz is jutott, például a hispaniai ezüstbányákat is kitermeltethette a rabszolgasorba vetett hadifoglyokkal. Az új provinciák jogfosztott lakosai olcsó munkaerő milliós tömegeit jelentették; vetélytársak nélküli gazdasági lehetőségek nyíltak meg számára az egész mediterrán világban.
A birodalmi expanzió nyomán a társadalom belső szerkezete is átalakult, a társadalmi rétegződés bonyolultabbá vált. A társadalom vezető rétegét továbbra is a szenátori arisztokrácia alkotta. A második vezető rétegbe a lovagok kerültek. Többségük a szenátorokhoz hasonlóan nagy földbirtokokkal rendelkezett, mások vállalkozók, kereskedők és bankárok voltak.
Itáliában sok paraszt rendelkezett római polgárjoggal, a nagy átalakulások nyomán azonban létalapjuk veszélybe került és sokan közülük a városokba, főleg Rómába özönlöttek, ahol csatlakoztak a proletárok széles rétegéhez, csakúgy, mint a felszabadított rabszolgák tömegei. Még kedvezőtlenebb helyzetbe került az itáliai szövetségesek (socii) és a provinciálisok nagy része, mivel még római polgárjoggal sem rendelkeztek. A társadalmi piramis alján a rabszolgák helyezkedtek el, akiket a földbirtokokon és a bányákban kegyetlenül kizsákmányoltak. A római társadalom radikális differenciálódása hamarosan súlyos konfliktusokba torkollott.

### Arisztokrácia
A második pun háború révén a római arisztokrácia még jobban megerősítette vezető helyzetét. A szenátus egésze vagy egyes szenátorok a legyőzött idegen uralkodókat személyesen alázták meg. Az egyszerű római polgároktól élesen elhatárolódtak, mindinkább külön rendként szerveződtek, ami az ordo senatorius kifejezésben is megnyilvánult. Fontos volt, hogy az újgazdagoktól is gondosan elhatárolódtak, akik így a lovagrendben találták meg a helyüket. A szenátorok a népgyűlésen is kiléptek az equites centuriáiból, amelyekben addig a lovagokkal közösen foglaltak helyet. Azok a lovagok pedig, akik a szenátorok soraiba emelkedtek, kötelesek voltak leadni addigi státusszimbólumuk, az államtól kapott lovat.

### Lovagok
A gyakran alacsony származású, de meggazdagodott lovagok sikerrel pályázhattak alacsonyabb hivatalokra. Társadalmi felemelkedésük az arisztokrácia folyamatos utánpótlását is biztosította. Ez azért is szükséges volt, mert nem kevés szenátori család kihalt, nem volt férfi leszármazottja.

### Multietnikus társadalom
Az egyre terjeszkedő Római Birodalom nem elsősorban területek, hanem népek feletti uralmat gyakorolt. Hivatalos elnevezése is a római nép uralmát jelentette: imperium populi Romani. Az alávetett népeket több kategóriába sorolták: „barátok” (amici) „szövetségesek” (socii) „meghódoltattak” (dediticii) A rómaiak úgy vélték, hogy az egész lakható világot (oikumené) az uralmuk vagy legalábbis befolyásuk alatt tartják. Idősebb Plinius az 1. század végén „a földkerekség valamennyi népe közös hazájának” (cunctarum gentium in toto urbe patria) nevezte a birodalmat.
A győzedelmes terjeszkedés ábrázolása a birodalmi propagandában is nagy szerepet játszott. Itt is a legyőzött népeket (törzseket, nemzetségeket, kisebb népcsoportokat) nem pedig a bekebelezett területeket szerepeltették a szobrokon, feliratokon. Augustus római császár alpesi hadjárata után a La Turbieban állított hatalmas emlékművön 45 legyőzött helyi népcsoport nevét sorolták fel. 
Idősebb Plinius szerint Africa tartományban 514 nép élt, és közülük 463-at addig még nem szerveztek civitasokba, azaz a római polgárok közösségeibe. A rómaiak számára fontos volt a „civilizálódás” (eredeti jelentése városiasodás), azaz a római szempontok szerinti társadalomszerveződés elősegítése a meghódított népek körében. Ezzel egyrészt a belső békére törekedtek, megakadályozandó a törzsi háborúkat, másrészt – az előbbivel szoros összefüggésben – az adózás rendjét kívánták biztosítani.
A civitasok szervezése során helyi elöljárókat emeltek a római jellegű közigazgatási egység élére, és egy-egy nagyobb városi központhoz csatolták őket. Ez a módszer érvényesült Africa tartománytól Észak-Európáig (frízek, batávok) egyaránt. A helyi közösségek romanizálódását segítették azok az onnan származó római legionáriusok, akik szolgálatuk letelte után visszatértek és szülőföldjükön telepedtek le.

## A principátus kora
A római császárkor első két évszázada, a principátus kora Augustustól Antoninus Pius uralkodásáig (138-161) a római társadalom történetében is egyfajta csúcspontot jelent, bár alapvetően új társadalmi struktúrák nem jöttek létre, elsősorban azért, mert a gazdaság szerkezete lényegében változatlan maradt. A két fő változást a császárság intézményének létrejötte, valamint a provinciák és lakóik teljes integrálódása jelentette, azaz a „római” társadalmi modell kiterjedése az egész birodalom területére. Kialakult a homogén birodalmi arisztokrácia, a helyi vezető rétegek nagyrészt egységesültek a lakosság széles rétegeinek asszimilációja mellett. Természetesen a római társadalom rendje e viszonylag hosszú időszakban nem maradt teljesen változatlan, de az fejlemények a hagyományos, rendekre és rétegekre tagolódó rendszer keretein belül történtek. 
A principatus kora a római gazdasági élet virágkorát is jelentette. A fellendülés leginkább a provinciák, főként a nyugati tartományok fejlődésének, városiasodásának volt köszönhető. A mezőgazdasági termelés nem csak a hagyományosan fontos egyiptomi illetve az Africa tartományban található más vidékeken növekedett, hanem az addig elmaradottnak számító észak-európai területeken is.
Az 50-80 milliósra becsülhető lakosság 90%-a a mezőgazdaságban tevékenykedett. A birodalom mintegy 2000 városa közül soknak, mint például az afrikai városok zömének feltehetőleg legfeljebb 10-15000, esetenként 20 000 lakosa lehetett, mint a közepes méretűnek tekinthető Pompeiinek. A mintegy egymilliós lakosságú Rómán kívül csak a néhány százezer lakosú Alexandria és Antiochia volt igazi nagyváros. A kisebb városok lakóinak jelentős része szintén a mezőgazdaságból élt, mnt ahogy a gazdag rómaiak többsége is onnan szerezte vagyonát; még a kereskedelemből vagy pénzkölcsönzésből meggazdagodottak is leginkább az agráriumba fektették nyereségüket.

### Társadalmi rétegek, gazdasági helyzetük a principátus korában
A római császárság kialakulása, illetve annak első szakasza, a principátus gyökeres változásokat hozott Róma társadalmi rendjében. Augustus olyan rendszert alakított ki, amelyben a mindenkori princeps hatalmával egyetlen választott tisztségviselő sem versenghetett. A császár nem csak a leghatalmasabb, hanem a leggazdagabb ember is volt a birodalomban. A korona tulajdonában (patrimonium Augusti) hatalmas földbirtokok, erdők, bányák, manufaktúrák voltak, amellett a mindenkori princeps hatalmas személyes vagyonnal is rendelkezett ( res privata).
A princeps saját korában a római gazdaság legfontosabb szereplője volt. Saját és a korona vagyona révén válság idején beavatkozhatott a birodalmi gazdasági folyamatokba, új adókat vethetett ki, vagy éppen mentesíthetett tartományokat az adózás alól, vagy azt is elrendelhette, mint Domitianus, hogy az összes szőlőt vágják ki a birodalomban Itálián kívül. Sokszor egészen csekély jelentőségű lokális gazdasági (vízvezeték építése) vagy társadalmi (tűzoltóegyesület létrehozás) döntésekhez is a császár hozzájárulása kellett. Voluntarista döntéseit természetesen nem egyedül, hanem tanácsadói segítségével hozta meg, és gazdasági képviselői, „gondnokai” révén hajtatta végre. Ezzel a szenátus szerepe egyre inkább háttérbe szorult, hatalmukat a kiterjesztett értelemben vett „császári család”, (familia Caesaris) rabszolgái és felszabadítottjai vették át, akik egyúttal természetesen óriási hatalomra és személyes vagyonra tettek szert a folyamatban.

## Fordítás
- Ez a szócikk részben vagy egészben  a   Founding of Rome című angol Wikipédia-szócikk ezen változatának fordításán alapul.  Az eredeti cikk szerkesztőit annak laptörténete sorolja fel. Ez a jelzés csupán a megfogalmazás eredetét és a szerzői jogokat jelzi, nem szolgál a cikkben szereplő információk forrásmegjelöléseként.
- Ez a szócikk részben vagy egészben  a   Roman Kingdom című angol Wikipédia-szócikk ezen változatának fordításán alapul.  Az eredeti cikk szerkesztőit annak laptörténete sorolja fel. Ez a jelzés csupán a megfogalmazás eredetét és a szerzői jogokat jelzi, nem szolgál a cikkben szereplő információk forrásmegjelöléseként.